# مارک کافی
مارک کافی (انگلیسی: Mark Coffey؛ زادهٔ ۱۳ فوریهٔ ۱۹۹۰) کشتی‌گیر کشتی حرفه‌ای اهل بریتانیا است.